# Dieselpest
Als Dieselpest wird das Auftreten von Mikroorganismen (Bakterien, Hefen, Schimmelpilze) im Dieselkraftstoff mit sichtbarer Bildung eines Bioschlamms bezeichnet. Dadurch kann es zu Funktionsstörungen von Dieselantrieben kommen, weil der Bioschlamm Verstopfungen von Filtern und Treibstoffleitungen verursacht und somit den Fluss des Dieselkraftstoffs zum Motor behindert. Durch ein starkes Auftreten von Mikroorganismen im Kraftstoff kann es durch Biokorrosion zu Schäden am Tank und Treibstoffsystem kommen. Dies wird vor allem bei saisonal benutzten Fahrzeugen (Booten, Wohnmobilen, landwirtschaftlichen Geräten) mit langen Standzeiten und dieselbetriebenen Notstromaggregaten wahrgenommen. Mikroorganismen ernähren sich von Kohlenwasserstoffen und benötigen zusätzlich Wasser, das in geringem Maße stets im Diesel enthalten ist.

## Verbreitung und Infektion
Bereits seit 1895 sind Mikroorganismen bekannt, die in der Lage sind, sich in Kohlenwasserstoffen zu vermehren. Erste Probleme mit kontaminierten Kraftstoffen wurden 1956 in Kerosin beobachtet. Der Schlauchpilz Cladosporium resinae wurde isoliert und im Englischen als „Kerosene Fungus“ beschrieben. Die Kontaminationen können innerhalb der gesamten Lieferkette von der Raffinerie über die Zwischenlager bis hin zum Fahrzeugtank auftreten. Der Befall der Schmier- und Dieselöltanks mit Organismen kann bei jeder Tankfüllung, durch Tankbelüftung und jegliche Verschmutzung erfolgen. Der Raffinerieprozess kann als Sterilisation angesehen werden, die Kraftstoffe können aber nach der Destillation bei Transport und Lagerung nach kurzer Zeit infiziert sein. Durch den Zusatz von Biodiesel werden den Mikroorganismen biologisch gut abbaubare Komponenten angeboten, die zu verstärkter Bioschlammbildung führen. Dieselpest tritt überwiegend in Fahrzeugen oder Tanks bzw. Kanistern auf, die selten genutzt werden und in denen der Treibstoff entsprechend lange lagert. Auch Ölheizungen in selten beheizten Häusern sind gelegentlich betroffen. Am häufigsten ist der Befund in Tanks von Schiffen.

## Arten
In Dieselkraftstoff können Bakterien (z. B. Cyanobakterien) sowie Schimmelpilze und Hefen wachsen.
Als repräsentative Mikroorganismen werden nach ASTM E159.10 Pseudomonas aeruginosa, Amorphotheca resinae und Yarrowia tropicalis (ehemals Candida tropicalis) verwendet.
Unter anaeroben Bedingungen wachsen auch sulfatreduzierende Bakterien, die zu mikrobiologisch induzierter Korrosion führen (siehe: Anaerobe Biokorrosion).

## Vermehrung

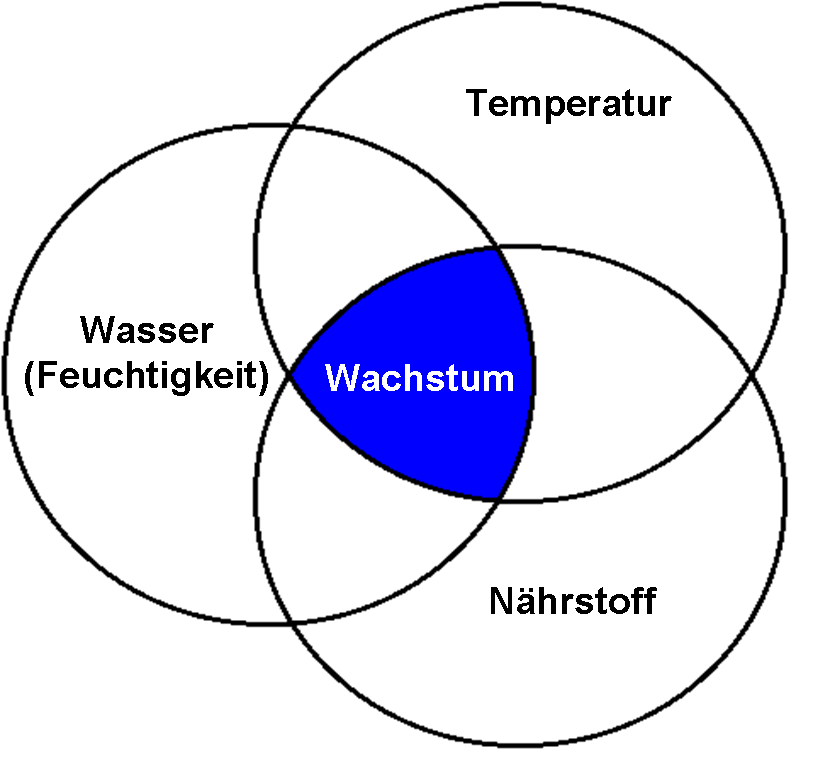
Basisbedingungen für Keimwachstum

Mikroorganismen können nur in der Wasserphase eines Mediums überleben, wachsen und sich vermehren. Für die Vermehrung der Mikroorganismen benötigen diese Wasser und Nährstoffe. Da die Brenn- und Kraftstoffe als organische Substanzen für Mikroorganismen Nahrung darstellen, ist die Wasserkonzentration in den Kraftstoffen der limitierende Faktor für das Mikroorganismen-Wachstum.
Mikroorganismen können nahezu alle in der Natur vorkommenden Stoffe besiedeln und sind oft in der Lage, diese anzugreifen oder gar abzubauen. Für die Vermehrung der Mikroorganismen benötigen diese Wasser und Nährstoffe und eine geeignete Temperatur. Mikroorganismen sind sehr anpassungsfähig – erst bei −18 °C wird Keimwachstum unterbunden, und es gibt sogenannte thermophile Keime, die sich noch oberhalb von 100 °C vermehren. Eine günstige Temperatur im Tank ist meist gegeben und z. B. bei Lagertanks im Freien nicht immer beeinflussbar. Dieselkraftstoff nach der aktuellen DIN EN 590 darf laut Spezifikation bis zu 200 mg Wasser pro kg Kraftstoff enthalten. Da das Wasser nicht im Kraftstoff gelöst ist, sondern meist als Emulsion vorliegt, setzt es sich mit der Zeit nach unten ab und steht dann den Mikroorganismen zum Wachstum zur Verfügung. Durch den Zusatz von bis zu 7 Vol.-% Biodiesel stehen zusätzlich biologisch leicht abbaubare Komponenten zur Verfügung. Durch die exponentielle Vermehrung der Mikroorganismen kommt es zu Bioschlammbildung, die zu Filterverstopfungen und mikrobieller Korrosion führen können.

## Folgen
Die Folgen eines mikrobiologischen Befalls sind vielfältiger Art: die mikrobielle Zerstörung hat Qualitätsverluste des Diesel- und Schmieröls zur Folge und die Stoffwechselprodukte der Organismen zerstören das Material von Tankwänden, Rohren und Filterelementen. Der Schwefelwasserstoff unterstützt die Korrosion und der entstehende mikrobiologische Schleim verstopft Filterelemente, Diesel- und Ölleitungen sowie Wasserabscheider und Einspritzpumpen. Damit einhergehend sind Schäden durch bakterielle anaerobe Korrosion.

## Prüfung auf mikrobielle Kontamination, Bekämpfung, Vermeidung
Es gibt verschiedene Verfahren für die Prüfung von Kraftstoffen.
Eine regelmäßige Entwässerung des Dieselkraftstoff-Filters im Rahmen der Wartung vermindert zumindest die Verkeimung. Um Kondensatbildung durch abkühlende, feuchte Ausgleichsluft zu vermindern, sollte der Tank möglichst immer gefüllt sein. Ein Sicherheitsraum wegen der Wärmeausdehnung des Kraftstoffs muss jedoch verbleiben. Die Tank-Ansaugleitung sollte an der tiefsten Stelle im Tank ausgebildet sein, um das spezifisch schwerere Wasser vorrangig abzusaugen, welches sich dann im Dieselfilter sammelt und abgelassen werden kann. Sollte dies nicht möglich sein, muss der Tank regelmäßig am Bodenablass entwässert werden. Auch eine Totalentleerung und Reinigung kann erforderlich sein.
Eine weitere Möglichkeit ist der Zusatz spezieller Additive.
Seitdem ein fester Prozentsatz an Biodiesel gemäß gesetzlichen Auflagen zugesetzt wird, kann ein vermehrtes Wachstum von Bakterien und Pilzen festgestellt werden. Bei geringem Befall, der noch nicht zur Funktionsbeeinträchtigung führt, können dem Treibstoff Biozide zugesetzt werden. Diese töten die Keime ab, um weiteres Wachstum zu vermeiden. Bei stärkerem Befall muss nach der Behandlung mit dem Biozid die Biomasse mechanisch entfernt werden. Die höchste Gefährdung haben Fahrzeuge, die selten oder saisonal benutzt werden. Dazu gehören zum Beispiel Wohnmobile, Motorboote, Feuerwehrfahrzeuge und landwirtschaftliche Maschinen. Eine mögliche Maßnahme zur Vorbeugung ist, den Tank gut gefüllt zu halten, da dies den Luftfeuchteeintrag aus Tankatmung reduziert. Ebenso wird empfohlen, den Kraftstofffilter regelmäßig zu prüfen und zu entwässern, bzw. zu ersetzen.
Eine unbedenkliche Möglichkeit zur Abhilfe bieten Filterelemente, welche den bakteriellen Bewuchs im Dieselfilter vermeiden. Die gezielt behandelte Filtermatte wirkt ähnlich wie ein Antibiotikum für den Dieselfilter, was sich positiv auf das gesamte System auswirkt. Mit Hilfe solcher Filtermedien wird das System gepflegt und eine Prävention gegen Dieselpest geschaffen.